# Hồng Môn yến

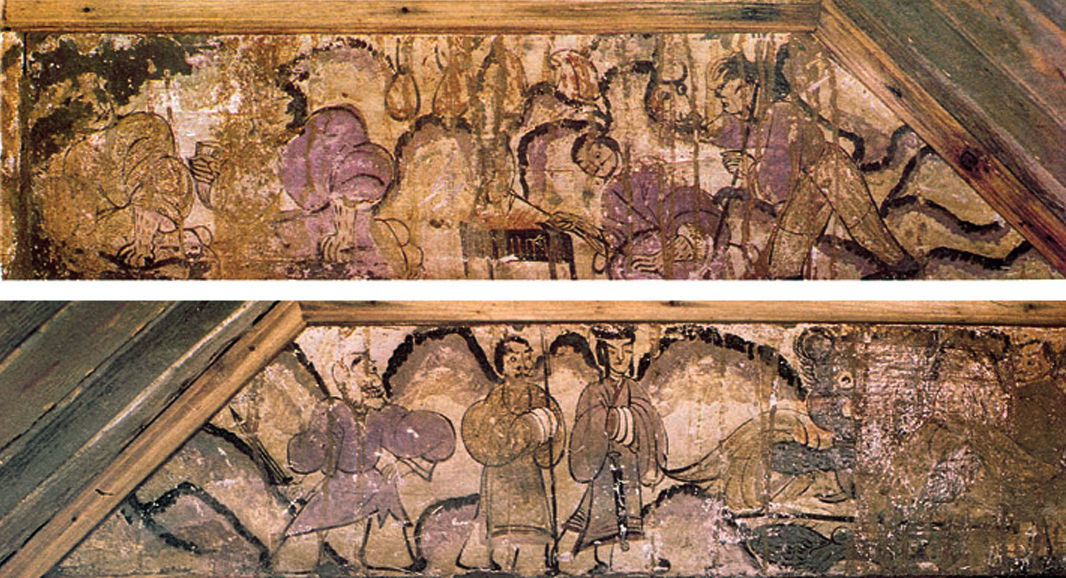
Tranh vẽ Hồng Môn yến, các bức bích hoạ (tranh vẽ trên tường) trong lăng mộ cổ thời Tây Hán, hiện nay thuộc Bảo tàng Cổ mộ Lạc Dương (洛陽古墓博物館). Hàng trên từ trái sang: Lưu Bang, Hạng Vũ, 2 đầu bếp. Hàng dưới: Hạng Trang (項莊), Phạm Tăng (范增), Trương Lương (張良), Hạng Bá (項伯).

Tiệc Hồng Môn (tiếng Trung: 鴻門宴; Hán-Việt: Hồng Môn yến) là một sự kiện lịch sử diễn ra vào năm 206 TCN tại Hồng Môn (鴻門) bên ngoài Hàm Dương, thủ đô của Triều đại nhà Tần. Các bên tham gia chính trong bữa tiệc là Lưu Bang và Hạng Vũ, hai nhà lãnh đạo nổi bật của các lực lượng nổi dậy chống lại nhà Tần từ năm 209 đến 206 TCN. Sự kiện này là một trong những điểm nhấn của chiến tranh Hán-Sở, một cuộc đấu tranh quyền lực cho uy quyền tối cao trên toàn Trung Quốc giữa Lưu Bang và Hạng Vũ, kết thúc với sự thất bại của Hạng Vũ và sự thành lập Triều đại nhà Hán với Lưu Bang là hoàng đế đầu tiên. Hồng Môn Yến thường được ghi nhớ lại trong lịch sử Trung Quốc, tiểu thuyết và văn hóa đại chúng.

## Bối cảnh
Giữa năm 209 TCN và 206 TCN, nhiều cuộc nổi dậy nổ ra khắp Trung Quốc để lật đổ Triều đại nhà Tần. Một số lực lượng nổi dậy tuyên bố sẽ khôi phục lại sáu nước bị sáp nhập vào nước Tần trong một loạt các cuộc chiến tranh từ năm 230 đến 221 TCN. Lưu Bang và Hạng Vũ là hai nhà lãnh đạo nổi bật nhất trong các lực lượng nổi dậy. Năm 208 TCN, Hạng Vũ và chú là Hạng Lương lập Sở Nghĩa Đế lên làm người cai trị trên danh nghĩa của nước Sở trong khi họ thực sự là những người nắm quyền. Vào cuối năm 208 TCN, Hạng Lương tử trận trong trận Định Đào nên quân đội nước Sở nằm dưới quyền kiểm soát của Sở Nghĩa Đế. Sở Nghĩa Đế phái Hạng Vũ và Lưu Bang chỉ huy hai lực lượng riêng biệt để tấn công vùng đất trung tâm của nhà Tần ở Quan Trung và hứa rằng bất cứ ai tiến vào khu vực đó đầu tiên sẽ được phong làm "Quan Trung vương".
Vào cuối năm 207 TCN, quân nổi dậy của Lưu Bang chiếm Vũ Môn và nắm quyền kiểm soát Quan Trung và Hàm Dương. Hoàng đế cuối cùng của nhà Tần là Tử Anh đầu hàng Lưu Bang, đánh dấu sự kết thúc của nhà Tần. Sau khi chiếm Hàm Dương, Lưu Bang đã cấm binh lính cướp bóc thành phố và làm tổn hại đến dân chúng. Lưu Bang cũng đưa quân đến đồn trú tại Hàm Cốc quan để ngăn không cho Hạng Vũ tiến vào Quan Trung. Cũng trong khoảng thời gian này, quân của Hạng Vũ vừa đánh bại đội quân Tần của Chương Hàm trong trận Cự Lộc. Khi Hạng Vũ đến Hàm Cốc quan, ông trở nên không hài lòng khi biết rằng Lưu Bang đã chiếm được Quan Trung, do vậy đã cho quân tấn công và chiếm cửa ải này, rồi áp sát phía tây của Hí Thủy (戲水). Quân đội của Lưu Bang khi đó đang dựng trại tại Bá Thượng (霸上).

## Mở đầu
Tào Vô Thương (曹無傷), tả tư mã của Lưu Bang vì muốn theo quân Sở, bèn bí mật gửi thư đến trại của Hạng Vũ, nói Lưu Bang đang lên kế hoạch tự xưng làm "Quan Trung vương" theo lời hứa trước đó của Sở Nghĩa Đế trong khi để Tử Anh làm thừa tướng. Tào Vô Thương cũng nói thêm rằng Lưu Bang đã chiếm tất cả kho báu của Hàm Dương. Hạng Vũ đã rất tức giận khi nghe điều này và lên kế hoạch tấn công Lưu Bang. Quân sư của Hạng Vũ là Phạm Tăng cảm thấy Lưu Bang là một mối đe dọa cho chủ công của mình nên đã thúc giục Hạng Vũ loại bỏ Lưu Bang càng sớm càng tốt.
Chú của Hạng Vũ là Hạng Bá vốn chia sẻ một tình bạn thân thiết với quân sư của Lưu Bang là Trương Lương. Hạng Bá cảm thấy lo sợ cho tính mạng của bạn mình nên ông đã lẻn vào trại của Lưu Bang để cảnh báo Trương Lương, khuyên ông nên trốn đi. Lưu Bang đã bị sốc khi Trương Lương báo tin này cho mình nên ông đã xin ý kiến của Trương Lương để tránh nguy hiểm. Trương Lương bảo Lưu Bang nên tranh thủ sự giúp đỡ của Hạng Bá để làm giảm đi sự nghi ngờ của Hạng Vũ. Lưu Bang gặp Hạng Bá và đối xử với ông như một vị khách danh dự, tâng bốc Hạng Bá và giả vờ sắp xếp cho một cuộc hôn nhân giữa con trai ông và con gái Hạng Bá trong khi nhờ vả Hạng Bá khẩn cầu với Hạng Vũ trên danh nghĩa của mình. Khi Hạng Bá trở về trại Hạng Vũ sau đó, ông đảm bảo với cháu trai của mình rằng Lưu Bang không hề có ý đồ xấu và chuyển tải thông điệp của Lưu Bang rằng ông đã sẵn sàng quy phục Hạng Vũ.

## Bữa tiệc
Ngày hôm sau, Lưu Bang mang theo khoảng 100 người đến gặp Hạng Vũ tại Hồng Môn (鴻 門), chỗ Hạng Vũ đã chuẩn bị sẵn một bữa tiệc để giải trí. Lưu Bang bày tỏ rằng ông tiến được vào Quan Trung trước tiên là do may mắn và xin lỗi đã giành lấy mất vinh quang của Hạng Vũ trong khi vẫn ca ngợi lòng dũng cảm của Hạng Vũ trên chiến trường. Lưu Bang cũng giải thích rằng sự hiểu lầm đã xảy ra bởi những lời gièm pha từ một người nào đó đang âm mưu gây mất đoàn kết giữa ông và Hạng Vũ. Hạng Vũ chỉ ra việc Tào Vô Thương là người đã nói với ông về ý định của Lưu Bang. Ông mời Lưu Bang tham gia bữa tiệc.
Các bên tham gia chính trong bữa tiệc ngồi trong sự sắp xếp như sau: Hạng Vũ và Hạng Bá ngồi quay mặt về phía đông (nơi đáng kính nhất, thường dành cho các khách mời, trong trường hợp này là Lưu Bang); Phạm Tăng ngồi quay mặt về phía nam; Lưu Bang phải ngồi ngồi quay mặt về phía bắc (nơi tệ nhất thứ hai); Trương Lương ngồi quay mặt phía tây. Trong bữa tiệc, Phạm Tăng nhiều lần ra tín hiệu bảo Hạng Vũ giết Lưu Bang nhưng đều bị lờ đi. Phạm Tăng sau đó triệu em họ của Hạng Vũ là Hạng Trang, bảo ông giả vờ thực hiện một màn múa kiếm để giải trí khách và tìm cơ hội ám sát Lưu Bang. Hạng Trang bắt đầu múa kiếm sau khi được Hạng Vũ đồng ý, nhưng Hạng Bá cũng múa theo và dùng cơ thể của ông để ngăn Hạng Trang bất cứ khi nào người này chĩa kiếm về hướng của Lưu Bang.
Trong khi đó, Trương Lương rời bữa tiệc và đi ra ngoài để triệu tập tướng của Lưu Bang là Phàn Khoái. Ông đưa ra một số hướng dẫn cho Phàn Khoái và trở về chỗ ngồi của mình. Phàn Khoái liền xông vào chỗ bữa tiệc mặc dù không được mời, mặc đầy đủ áo giáp và trang bị kiếm lẫn khiên, làm gián đoạn màn múa kiếm và nhìn Hạng Vũ. Hạng Vũ rất ấn tượng với sự bạo dạn của Phàn Khoái và hỏi tên, gọi ông là một "tráng sĩ" (壯士) và ra lệnh rót cho Phàn Khoái một cốc rượu. Hạng Vũ sau đó ban cho Phàn Khoái một miếng thịt. Phàn Khoái đặt miếng thịt lên khiêng chắn và dùng thanh kiếm của mình để cắt lấy một miếng và ăn. Hạng Vũ thậm chí còn ấn tượng hơn và ông hỏi Phàn Khoái nếu ông muốn dùng thêm rượu. Phàn Khoái thực hiện một bài phát biểu dài về những thành tích của Lưu Bang, nói là sẽ không công bằng nếu Hạng Vũ giết Lưu Bang, nhưng cũng ngầm khẳng định rằng Lưu Bang sẽ không thách thức quyền lực của Hạng Vũ.
Vua Tần lòng lang dạ thú giết người nhiều không kể xiết, trị tội người như sợ không kịp. Thiên hạ đều nổi dậy làm phản. Vua Hoài Vương có giao ước với các tướng: "Ai phá được Tần, vào Hàm Dương thì phong vương". Ngày nay Bái Công là người đầu tiên phá được Tần, vào Hàm Dương, tơ hào không dám phạm, niêm phong các cung thất, đem quân về đóng ở Bá Thượng để chờ đại vương đến. Bái Công sai tướng giữ cửa ải là chỉ để đề phòng bọn trộm cướp ra vào và những việc bất trắc mà thôi. Bái Công khó nhọc mà công to như vậy, nhưng vẫn chưa được phong thưởng gì! Nay đại vương nghe lời bọn tiểu nhân, muốn giết kẻ có công, tức là noi theo đường lối nhà Tần đã mất! Tôi trộm nghĩ đại vương không nên làm như vậy!— Phàn Khoái 

Hạng Vũ không trả lời và mời Phàn Khoái dự tiệc.

### Lưu Bang bỏ đi
Lưu Bang nói rằng ông cần phải sử dụng nhà vệ sinh và rời bữa tiệc cùng với Phàn Khoái. Ngay sau đó, Hạng Vũ bảo Trần Bình gọi Lưu Bang quay trở lại dự tiệc. Lưu Bang cảm thấy rằng ông nên chào tạm biệt Hạng Vũ nhưng Phàn Khoái phản đối.
Nay người ta là dao là thớt, ta là cá là thịt, từ biệt làm gì?— Phàn Khoái 

Phàn Khoái về cơ bản nhắc nhở Lưu Bang rằng mạng sống của họ đang nằm trong tay Hạng Vũ và họ nên trốn thoát ngay khi có cơ hội. Lưu Bang bèn cưỡi ngựa mà trốn đi, để Phàn Khoái, Hạ Hầu Anh, Cận Cương (靳疆) và Kỷ Tín hộ tống.
Trước khi bỏ trốn, Lưu Bang bảo Trương Lương tặng cho Hạng Vũ và Phạm Tăng ngọc bạch bích và đôi chén ngọc. Trương Lương trở về chỗ ngồi của mình và dâng những món quà trên để tặng cho Hạng Vũ và Phạm Tăng, trong khi thay mặt Lưu Bang nói lời xin lỗi về việc bỏ đi mà không từ biệt và đưa ra một cái cớ rằng Lưu Bang đã say rượu và không thể tiếp tục tham gia bữa tiệc. Hạng Vũ nhận lấy ngọc bạch bích nhưng Phạm Tăng cầm chén ngọc đặt xuống đất, tuốt kiếm đập vỡ tan, rồi nói:
Chao ôi! Thằng trẻ con không thể cùng bàn mưu kế! Người đoạt thiên hạ của Hạng Vương nhất định là Bái Công. Bọn ta sẽ bị bắt làm tù hết.— Phạm Tăng 

Lưu Bang xử tử Tào Vô Thương sau khi trở về trại.

## Kết quả
Dự đoán của Phạm Tăng trở thành sự thật vào năm 202 TCN khi Hạng Vũ cuối cùng thua Lưu Bang trong cuộc đấu tranh quyền lực cho uy quyền tối cao trên toàn Trung Quốc từ 206-202 TCN, được gọi là chiến tranh Hán-Sở. Hạng Vũ tự tử sau khi bị đánh bại trong trận Cai Hạ, trong khi Lưu Bang thành lập Triều đại nhà Hán và trở thành hoàng đế đầu tiên của Vương triều.

## Trong văn hóa
Trong văn hóa Trung Quốc, thuật ngữ Hồng Môn Yến được sử dụng theo nghĩa bóng để chỉ một cái bẫy hay một tình huống vui vẻ nhưng trong thực tế lại nguy hiểm. Một thành ngữ khác có liên quan đến sự kiện này là Xiang Zhuang wu jian, yi zai Pei Gong (giản thể: 项庄舞剑，意在沛公; phồn thể: 項莊舞劍，意在沛公; bính âm: Xiàng Zhuāng wǔ jiàn, yì zài Pèi Gōng; nghĩa đen 'Hạng Trang vũ kiếm', 'ý tại Bái công').